# Potenciálová jáma
Potenciálová jáma je oblast obklopující lokální minimum potenciální energie. Energie zachycená v potenciálové jámě nemůže být převedena na jiný druh energie (v případě gravitační studny na kinetickou energii), protože je zachycena v lokálním minimu potenciálové jámy. Proto nemůže objekt pokračovat do globálního minima potenciální energie, přestože má přirozený sklon z důvodu entropie.

## Přehled

obecná potenciálová jáma

Energie může být uvolněna z potenciálové jámy, je-li do systému vloženo dostatečné množství energie, tak že je lokální maximum překonáno. V kvantové mechanice může potenciální energie uniknout z potenciálové jámy i bez vložené energie, vzhledem k pravděpodobnostní charakteristice částic. V těchto případech může částice protunelovat skrz stěny potenciálové jámy.
Graf 2D potenciální funkce energie je povrch potenciální energie, který si lze představit jako zemskou krajinu s kopci a údolími. V tomto případě by potenciálová jáma byla údolí obklopené ze všech stran vyšším terénem, který by mohl být naplněný vodou bez vody tekoucí k jinému nižšímu minimu (například hladina moře).
V případě gravitace, oblast kolem hmoty je gravitační potenciálovou jámou, pokud je hustota hmoty tak nízká, že slapové síly jiných hmot jsou větší než je gravitace samotného tělesa.
Potenciálový kopec je opakem potenciálové jámy, jde o oblast obklopující lokální maximum.

## Kvantové vězení
Kvantové vězení je zodpovědné za zvýšení energetického rozdílu mezi energetickými stavy a zakázaným pásem, což je jev pevně spjatý s optickými a elektronickými vlastnostmi materiálu.
Kvantové vězení lze pozorovat, pokud je průměr materiálu ve stejném rozsahu jako De Broglieova vlna elektronové vlnové funkce. Pokud jsou materiály takto malé, jejich optické a elektronické vlastnosti se výrazně liší od vlastností sypkých materiálů.
Částice se chovají jako by byly volné, pokud jsou omezovány rozměrem srovnatelným s jejich vlnovou délkou. Při tomto stavu zůstává zakázaný pás na své původní energii vzhledem ke kontinuálnímu energetickému stavu. Jak se rozměr omezení sníží a dosáhne určitého limitu, typicky v řádu nanometrů, tak se energetické spektrum stává diskrétním. V důsledku toho se zakázaný pás stává závislý na velikosti. To nakonec vede k modrému posuvu ve vyzařování světla, jak se velikost částic snižuje.
Konkrétně se jedná o efekt popisující jev vyplývající z elektronů a elektronových děr stlačených do dimenzí, které se blíží kritickému kvantovému měření, nazývanému exciton Bohrova poloměru. V aktuálních aplikacích je to kvantová tečka jako malá koule ohraničená ve třech dimenzích, kvantový drát omezený ve dvou dimenzích a kvantová jáma omezená v jedné dimenzi. Ty jsou známé rovněž jako jedno a dvoudimenzionální potenciálové jámy. V těchto případech se vztahují k počtu rozměrů, v nichž může částice působit jako volný nosič.

## Kvantově mechanický pohled
Elektronické a optické vlastnosti materiálu jsou ovlivněny velikostí a tvarem. Zavedené technické vymoženosti včetně kvantových teček byly doloženy z manipulace velikosti a vyšetřování za jejich teoretické doložení o kvantově omezujícím účinku. Převážná část teorie je chování excitace podobné tomu atomovému, jak se okolní prostor zkracuje. Poměrně dobrou aproximací chování je 3D model částice v krabici. Řešení tohoto problému poskytuje jediný matematický vztah mezi energetickými stavy a dimenzí prostoru. Snížení objemu nebo rozměrů volného místa zvyšuje energii stavů.
Následující rovnice ukazuje vztah mezi úrovní energie a škálou rozměrů:
{\displaystyle \psi _{n_{x},n_{y},n_{z}}={\sqrt {\frac {8}{L_{x}L_{y}L_{z}}}}\sin \left({\frac {n_{x}\pi x}{L_{x}}}\right)\sin \left({\frac {n_{y}\pi y}{L_{y}}}\right)\sin \left({\frac {n_{z}\pi z}{L_{z}}}\right)}
{\displaystyle E_{n_{x},n_{y},n_{z}}={\frac {\hbar ^{2}\pi ^{2}}{2m}}\left[\left({\frac {n_{x}}{L_{x}}}\right)^{2}+\left({\frac {n_{y}}{L_{y}}}\right)^{2}+\left({\frac {n_{z}}{L_{z}}}\right)^{2}\right]}
Výsledky výzkumu odhalují alternativní vysvětlení posunu vlastností v nanoměřítku. V objemové fázi, povrchy se zdají kontrolovat některé makroskopické vlastnosti. Nicméně, v případě nanočástic se povrchové molekuly neřídí očekávanou konfigurací v prostoru. Výsledkem jsou velké změny povrchového napětí.

## Pohled klasické mechaniky
Klasická mechanika používá vysvětlení, že Youngův-Laplaceův zákon poskytuje důkaz o tom, jak se tlak mění od škály ke škále.
Youngova-Laplaceova rovnice může poskytnout zázemí pro vyšetřování síly působící na povrchové molekuly:
{\displaystyle {\begin{aligned}\Delta p&=\gamma \nabla \cdot {\hat {n}}\\&=2\gamma H\\&=\gamma \left({\frac {1}{R_{1}}}+{\frac {1}{R_{2}}}\right)\end{aligned}}}
Za předpokladu kulového tvaru R1 = R2 = R a vyšetření Young-Laplaceovy rovnice pro nový poloměr R (nm) odhadneme nové ΔP(GPa). Čím menší R, tím větší tlak je přítomen. Zvýšení tlaku na nanoškálách má za následek zvýšení sil působících směrem k vnitřku částice. V důsledku toho se zdá, že molekulární struktura částice se ukáže být odlišná od objemu, zvláště na povrchu. Tyto abnormality u povrchu jsou odpovědné za změny meziatomové interakce a zakázaného pásu.